# Mille-feuille

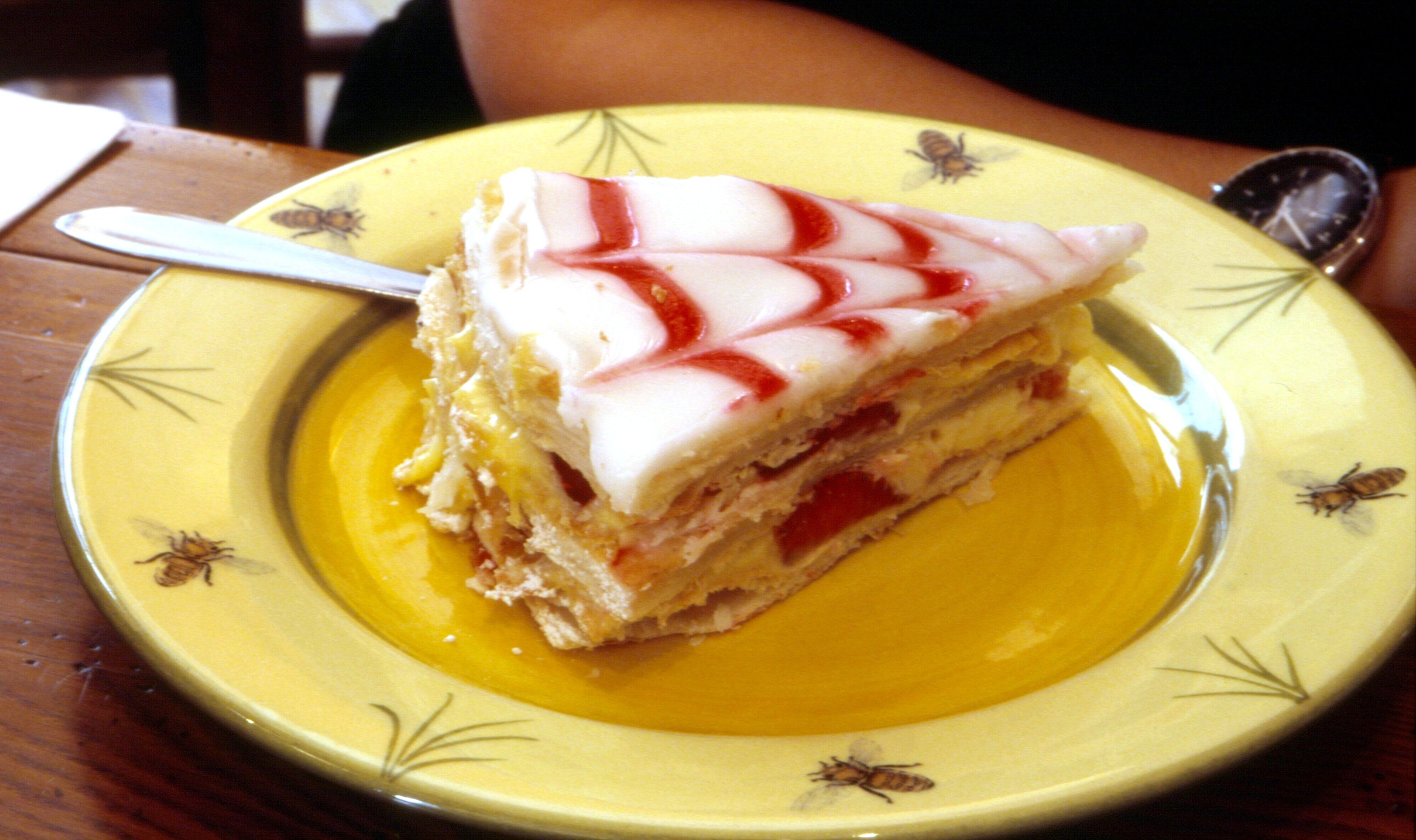
En mille-feuille.

Mille-feuille (franska; uttal: [mil fœj]; "tusen blad") eller tusenbladsbakelse är ett franskt bakverk vars exakta ursprung är okänt.
Traditionellt består en mille-feuille av tre lager smördeg (pâte feuilletée), som varvas med två lager vaniljkräm (crème pâtissière), men ibland används vispad grädde eller sylt i stället. Det översta smördegslagret strös med florsocker, och ibland kakao, kaksmulor eller pulveriserade nötter (till exempel rostade mandlar). Alternativt kan toppen glaseras med glasyr i olikfärgade ränder.